# Ponte di Pinzano
Il ponte di Pinzano è un ponte che collega il comune di Pinzano al Tagliamento, in Provincia di Pordenone a Ragogna, in Provincia di Udine, scavalcando il fiume Tagliamento.

## Storia
Presso Pinzano al Tagliamento il corso del fiume Tagliamento passa in una strettoia, e ciò ha fatto sì che già dai tempi più antichi il luogo fosse sede di un traghetto. Probabilmente, ci furono vari tentativi di costruire ponti di barche e di legno, soprattutto in occasione del passaggio di eserciti o personalità importanti, ma queste costruzioni avevano carattere provvisorio. Su finire del Settecento Pinzano fu considerata, assieme a Valvasone, la località più idonea alla costruzione di un ponte stabile, e nel secolo seguente si susseguirono varie proposte in questo senso, ma nessuna prese forma.
Solamente il 29 settembre 1901 si venne a costituire a Udine un consorzio intercomunale preposto alla costruzione del manufatto, sodalizio che vedeva in prima linea il comune di San Daniele del Friuli. Dopo aver accettato la proposta della impresa Odorico & C. di Milano, i lavori iniziarono nel 1903. La stessa impresa si aggiudicò l'onere di costruire anche i 4,5 km di strade d'accesso dotate di quattro ponti minori, tenendo in considerazione un possibile prolungamento della tranvia Udine-San Daniele.

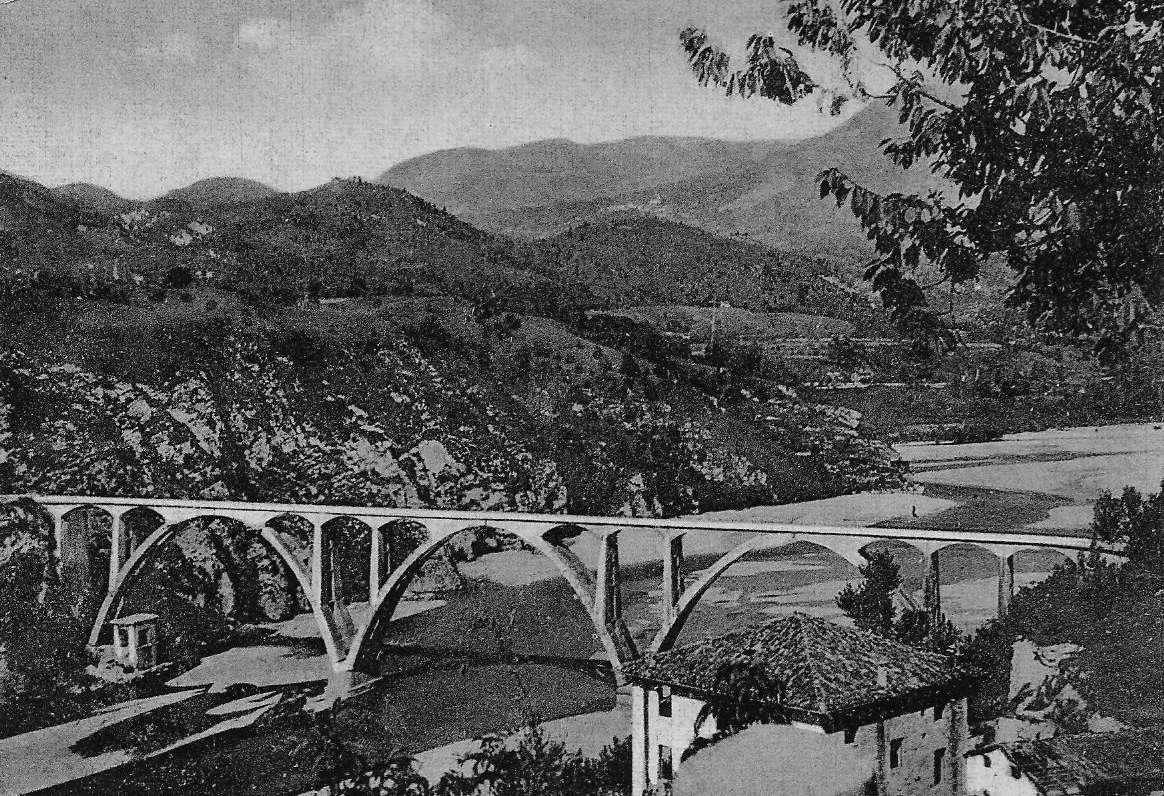
Il Vecchio ponte di Pinzano sul Tagliamento (1906 - 1966)

L'inaugurazione dell'opera avvenne il 16 settembre 1906. È opportuno ricordare che a quell'epoca non erano ancora stati costruiti i ponti stradali di Braulins, Cimano e Spilimbergo, ed inoltre che la destra Tagliamento ha fatto parte della provincia di Udine fino al 1968: pertanto il bacino di utenza del ponte si estendeva a tutta la parte medio-alta dell'attuale provincia di Pordenone. La struttura, lunga 181 metri e alta 30 metri sul livello delle acque, venne costruita in tre archi parabolici ed era all'epoca il più grande ponte in cemento armato d'Europa.
Il 1º novembre 1917, a seguito dello sfondamento di Caporetto, il ponte fu minato dalle truppe italiane in ritirata e l'arco verso Pinzano venne distrutto: ripristinato in modo provvisorio dal Genio militare austriaco, venne ricostruito come anteguerra nel 1920. Durante la seconda guerra mondiale il ponte non fu danneggiato in modo serio, nonostante un tentativo di farlo brillare da parte dei partigiani.
La storia del vecchio ponte, sopravvissuto a due guerre, finisce però il 4 novembre 1966, quando venne travolto dalla tristemente nota piena del fiume: un pilone venne scalzato compromettendo in modo irreparabile l'intera struttura, che dovette essere fatta brillare il 22 settembre 1967. Molto probabilmente il cedimento era dovuto al fatto che durante la posa delle fondamenta del pilone di sinistra non era stato possibile raggiungere la roccia sottostante l'alveo, nonostante uno scavo di 17,5 m. Al contrario, il pilone destro era stato ancorato su roccia alla profondità di 13,5 m. Già il 20 marzo 1967 venne indetto un appalto per la costruzione di un nuovo ponte: il progetto vincente venne assegnato all'ingengner Silvano Zorzi per conto dell'azienda Rizzani. Il preventivo del progetto era di 270 milioni di lire netti. I lavori iniziarono nel 1968, l'inaugurazione avvenne il 19 marzo 1970. Per il collaudo statico della struttura vennero utilizzati carichi militari fino ad un peso massimo di 838 tonnellate.
Anche la nuova opera era all'avanguardia in quanto prevedeva l'utilizzo del cemento armato precompresso e della spettacolare tecnica costruttiva a sbalzo, senza sostegno, e superava i 185 metri tra le due rive in una sola esile arcata. A conferma della sua solidità, il nuovo ponte non riportò danni durante il terremoto del 1976, e ancora oggi svolge la sua essenziale funzione di collegamento con San Daniele ed Udine.